# Bonifaciu de Bologna
Bonifaciu al III-lea (d. cca. 1011) a fost conte de Bologna și margraf de Toscana din jurul anului 1004 până la moarte. 
Bonifaciu a fost fiul contelui Adalbert de Bologna, cu soția sa Bertila. El a succedat tatălui său și, în plus, a devenit margraf de Toscana. Către 1007, a întemeiat abația de la Fonte Taona. Fiul său Ugo, alături de moștenirea lui Bonifaciu, a devenit și duce de Spoleto. 